# Ишкур
Ишкур (шум. dIškur; идеографика: dIM) — в мифологии Древней Месопотамии бог бури, покровитель города Каркара. Под именем «Ишкур» он фигурировал в шумерских клинописных текстах, в источниках на аккадском языке отождествлялся с Ададом; последний со временем ассимилировал образ шумерского бога.

## Имя

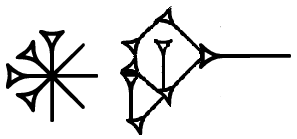
Идеограмма ^{d}IM, выполненная новошумерской клинописью

Происхождение имени «Ишкур» неясно: возможно, что этот теоним имеет шумерскую этимологию, но не исключено, что он заимствован из другого языка: нешумерского и несемитского, принадлежал к дошумерскому субстрату или же имел какое-то иное происхождение. Полное имя бога в текстах обычно заменялось идеограммой dIM, где IM означало шум. im («дождь, дождевая буря»), однако древнейшее упоминание имени Ишкура (в списке городов урукского периода) вероятно представлено знаком NI2. Ударение в шумерских словах в целом неизвестно; согласно теории А. Фалькенштейна и И. М. Дьяконова ударение в именах падало на первый слог, если только гласный этого слога не носил характер протезы; в противном случае ударение падало на второй слог.

## Упоминание в источниках
Древнейшее упоминание Ишкура в шумерских письменных источниках косвенно засвидетельствовано в списке городов урукского периода (IV тыс. до н. э.): в топониме NI2ki, обозначающем Каркар: знак KI (шум. "земля", "место") — детерминатив населенного пункта, а NI2 — логограмма, использованная для передачи имени местного главного бога. В раннединастическое время Ишкур упоминается в списках богов из Телль-Фары и Абу-Салабиха.

## Мифология
Ишкур покровительствовал животноводству, охоте, земледелию, военным походам.
Кого шумеры считали отцом Ишкура, установить трудно. Обычно им называли Нанну, но в гимне в честь Ишкура называют то Ану, то Энлиля.
На ранних этапах истории важнейшие шумерские боги вероятно не имели отчётливой специализации: каждый из них являлся лишь покровителем своей территориальной общины, отвечавшим за плодородие земли и благополучие людей в широком смысле этого понятия. Культовый центр общины, почитавшей бога Ишкура располагался в Каркаре — городе в южной части Месопотамии, точная локализация которого остаётся предметом дискуссий.

## Комментарии
1. ↑  Знак d (от лат. deus «бог») — детерминатив божества (diĝir)
2. ↑  В некоторых работах топоним из указанного источника ошибочно передан как IMki; ср.: Powell, 1980, p. 47